# Zanè
Zanè – miejscowość i gmina we Włoszech, w regionie Wenecja Euganejska, w prowincji Vicenza.
Według danych na rok 2004 gminę zamieszkiwało 6110 osób, 872,9 os./km².